# L'orribile segreto del dr. Hichcock
L'orribile segreto del dr. Hichcock è un film del 1962 diretto da Riccardo Freda con lo pseudonimo Robert Hampton.

## Trama
A Londra, nel 1885, il Professore Bernard Hichcock è un importante medico che opera utilizzando un anestetico da lui stesso scoperto. Affetto da necrofilia, utilizza il farmaco anche nei confronti della moglie, Margaretha. Una sera, mentre l'uomo si appresta ad iniettare il medicinale alla sua consorte, la donna muore, probabilmente per sovraddosaggio. Bernard decide, successivamente, di abbandonare la sua casa, per depistare l'omicidio e dimenticarsi dell'avvenuto. Affida, pertanto, la dimora alla domestica Martha, sua complice.
Dopo dodici anni il professore ritorna in città con un'altra donna con cui si è risposato: Cynthia. Ben presto, la nuova arrivata si rende conto di strani avvenimenti che capitano dentro l'abitazione: sente dei passi e vede stivaletti femminili che rimandano alla defunta consorte. Bernard cerca di minimizzare e, col tempo, diventa sempre più freddo con lei.
Cynthia, che intanto ha fatto la conoscenza del dottor Kurt Lowe, collega del marito, vede Martha uscire da un passaggio segreto. Mossa dalla curiosità, di lì a qualche giorno, vi entra e osserva la domestica servire una donna misteriosa. Riferito a Bernard il tutto, il marito la convince che si tratta solo di immaginazione e di crisi isteriche. In realtà, ciò a cui ha assistito la protagonista è vero e si scopre, dunque, che la ex-moglie del dottore è viva. Convinto che la sposa abbia compreso il segreto, Bernard escogita di sbarazzarsi di Cynthia, mettendo del veleno in un bicchiere di latte. La consorte, però, non fidandosi, riesce, in un momento di distrazione del marito, a versare la bevanda dentro un vaso.
La donna decide, dunque, di avvisare Kurt, per far analizzare il contenuto del bicchiere. Riportata a casa dal marito, viene rinchiusa viva in una bara. Ma Cynthia si libera e tenta di scappare. Le analisi confermano che c'era veleno. Kurt corre al castello per avvisare la signora Hichcock. La donna viene legata e torturata dal marito, il cui intento è di dissanguarla per far riottenere la giovinezza alla ex consorte. Il dottor Lowe però arriva giusto in tempo per impedire il tutto e salvare la donna dalle grinfie del necrofilo.

## Produzione[1][2]

### Riprese
Il film è stato girato interamente a Roma. Le riprese sono durate appena 12 giorni. Al riguardo, Barbara Steele ricorda come, sul set, c'era molta frenesia e fretta, oltre a orari di lavorazione estenuanti. La maggior parte delle scene sono state ambientate a Villa Perucchetti, attuale sede dell'ambasciata bulgara.
Riguardo alla sceneggiatura, Freda ha più volte ribadito che la storia e parte dei dialoghi erano suoi. Gastaldi, invece, ha confermato la sua paternità, ricordando come il regista era interessato solo al compenso.

### Cast
Barbara Steele stava lavorando a 8½ e, per interpretare la protagonista nel film di Freda, si assentò circa dieci giorni dal set del cineasta romagnolo. Robert Flemyng accettò la parte senza aver letto il copione; una volta scoperto che il suo personaggio era necrofilo, tentò di licenziarsi. Visto che parte del cast era straniero, tutti recitarono nella lingua madre.

## Distribuzione
Siccome la pellicola trattava un tema delicato come quello della necrofilia, l'opera fu vietata ai minori di 18 anni. È stato il primo lungometraggio italiano dell'orrore ad aver ricevuto una restrizione così ampia. L'orribile segreto del dr. Hichcock incassò un totale di 142 milioni di lire al botteghino italiano.
Successivamente riproposto in formato home video, nel 2014 il film entrò nella retrospettiva Il Cinema Ritrovato della Cineteca di Bologna.

## Accoglienza
È stato riportato che la «pellicola è stata alquanto bistrattata dalla critica italiana ed elogiata come "il più importante fantastico del dopoguerra" da quella francese». Paolo Mereghetti collega la trama agli studi condotti da Richard von Krafft-Ebing. Goffredo Fofi elogia Freda nell'avere creato una pellicola «controllatissima e sapiente (...) sontuosa e cupa di colori». Massimo Moscati, dopo aver riportato un altro giudizio entusiasta di Fofi risalente al 1963 sulla rivista francese di cinema Midi-Minuit Fantastique, non concorda con quest'ultimo in quanto rileva una pesantezza e quella mancanza del «senso dell'umorismo proprio, per esempio, di un autore come Roger Corman».